# Kasteel van Aurich
Het Kasteel van Aurich (Duits Schloss Aurich) is een burcht die ligt in de stad Aurich in de Landkreis Aurich in de deelstaat Nedersaksen in Duitsland.
Het huidige kasteel werd gebouwd tussen 1851 en 1855 op de fundamenten van het vorige kasteel uit 1448 van de Oost-Friese graaf Ulrich Cirksena.
Het huidige kasteel bestaat uit meerdere gebouwen, waarvan de  deels nog 16e-18e-eeuwse Marstall (voormalige paardenstallen en koetshuizen) het oudste is. Het complex staat aan de westrand van de oude binnenstad van Aurich. Het huisvest o.a. gerechtelijke instanties en belastingkantoren. De (niet zeer uitgestrekte) parken en plantsoenen rondom de gebouwen zijn vrij toegankelijk.